# Klaas Bakker
Klaas Bakker (Amsterdam, 22 april 1926 – Amstelveen, 3 januari 2016) was een Nederlands voetballer.
Bakker begon in de jeugd bij De Volewijckers en speelde daar sinds 1943 in het eerste team. In zijn laatste seizoen was hij aanvoerder. In 1951 ging hij naar Ajax. Bakker speelde tussen 1951 en 1957 voor AFC Ajax. Hij kwam in deze periode tot 178 wedstrijden, en is op deze manier beland in de "club van 100", de lijst met spelers die meer dan 100 wedstrijden voor de Amsterdamse club uitkwamen. Daarnaast wist Bakker in een wedstrijd tegen DOS alle zes de treffers voor zijn rekening te nemen. Zesmaal scoren in één wedstrijd is later pas door Johan Cruijff geëvenaard. Indertijd was voetbal nog een amateursport. Bakker was procuratiehouder van beroep. Klaas Bakker was basisspeler in het seizoen dat Ajax als eerste van Nederland kampioen werd van de opgerichte eredivisie in het seizoen 1956/1957. Hierna ging hij terug naar de amateurs.
Bakker zat later lange tijd in de ledenraad van Ajax en was in de periode 1987/88 penningmeester van de club. Hij overleed op 89-jarige leeftijd.

## Statistieken
| Club  | Seizoen | Competitie | Competitie | Beker | Beker | Totaal | Totaal |
| Club  | Seizoen | Wed.       | Dlp.       | Wed.  | Dlp.  | Wed.   | Dlp.   |
| ----- | ------- | ---------- | ---------- | ----- | ----- | ------ | ------ |
| Ajax  | 1951/52 | 29         | 11         | -     | -     | 29     | 11     |
| Ajax  | 1952/53 | 24         | 2          | -     | -     | 24     | 2      |
| Ajax  | 1953/54 | 25         | 7          | -     | -     | 25     | 7      |
| Ajax  | 1954/55 | 24         | 3          | -     | -     | 24     | 3      |
| Ajax  | 1955/56 | 33         | 12         | -     | -     | 33     | 11     |
| Ajax  | 1956/57 | 34         | 2          | 3     | 0     | 37     | 2      |
| Total | Total   | 169        | 37         | 3     | 0     | 172    | 37     |